# 체서피크 베이 리트리버

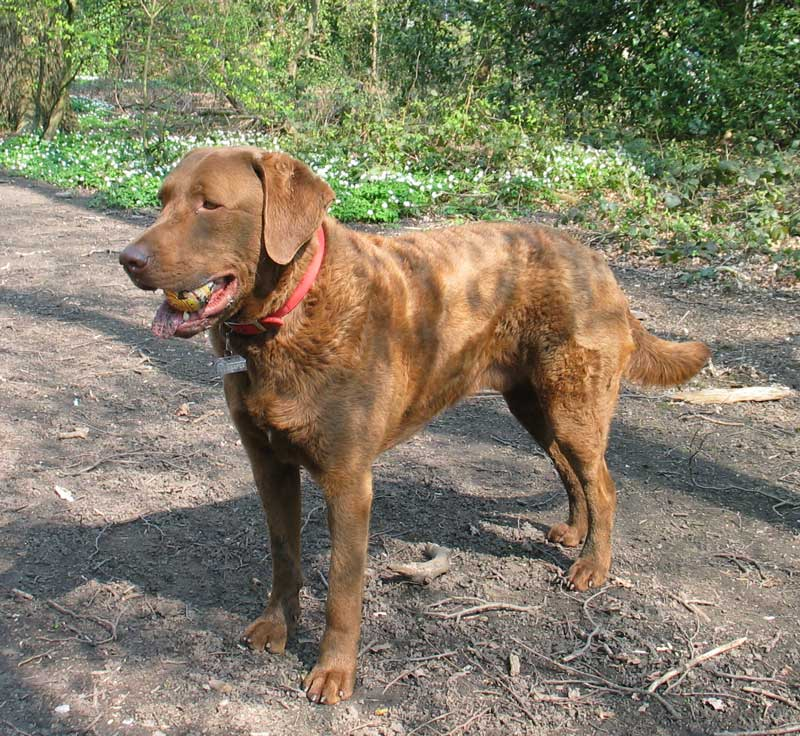
체서피크 베이 리트리버

체서피크 베이 리트리버(Chesapeake Bay Retriever)는 미국이 원산지인 개 품종이다. 피모색은 갈색이 많으며, 외형으로만 보면 어두운 노란색 피모의 래브라도 리트리버와 매우 비슷하다. 어린 체서피크 베이 리트리버는 금세 자라며 민첩해진다.